# 千束台
千束台（せんぞくだい）は、千葉県木更津市の木更津地区にある町丁。現行行政地名は千束台一丁目及び千束台二丁目。郵便番号は292-0808。

## 概要
木更津市請西千束台土地区画整理組合が事業を実施したニュータウンの一部である。住居表示未実施。

## 地理
北から東は請西、南から西は真舟と接する。

## 歴史

### 地名の由来
旧地名は木更津市請西字千束台である。換地処分にあたり、小字を町丁に格上げする形で地番変更及び住居表示を実施した。
千束台には、古墳時代に造られた群集墳があり、祭事を行った遺跡も存在することから、海に近く、遠く都を望む高台で、古来より住居として最適の場所で、大きな集落が存在していた。その周辺では稲作も活発に行われていたので、稲の生産高を表す言葉として千束が使われ、大は稲一束を得た耕地の広さを表す意味もあることから生産量の多い大地・耕地という意味で千束台という地名がついたと伝えられている。

### 土地区画整理事業
千束台は「木更津市請西千束台特定土地区画整理事業」事業区域のニュータウンである。千束台における土地区画整理事業は、最初の業務代行会社である森本組が、契約の途中で勝手に撤退したことによる裁判が行われるなど、大きな問題を抱えていた。
| 開発主体 | 木更津市請西千束台土地区画整理組合 |
| 開発代行 | 新昭和                             |
| 総事業費 | 約115億3000万円                    |
| 区画     | 約600区画                          |
| 面積     | 23.4ha                             |
| 計画人口 | 2,200人                            |
| 計画戸数 |                                    |
| 新町丁字 | 千束台一丁目・二丁目、真舟一丁目   |

### 沿革
- 1992年1月24日 - 木更津市請西千束台土地区画整理組合（以下：組合）設立認可。
- 1998年12月20日 - 組合の使途不明金問題（前理事長背任事件）が発生。
- 2001年3月30日 - 森本組と工事業務代行基本契約締結。
- 2004年7月10日 - 一括業務代行委託契約の締結。
- 2007年
  - 4月 - 業務代行者（森本組）の撤退。
  - 11月27日 - 業務代行者（森本組）の契約解除意志確認。
- 2009年
  - 2月25日 - 特定調停及び民事調停の申し立て。
  - 12月2日 - 組合と業務代行者（森本組）との訴訟の提起。
- 2010年
  - 5月17日 - 組合及び組合員に立替工事代金請求。
  - 6月26日 - 賦課金2億2100万円徴収を総会議決。
- 2011年 7月 8日 - 第６回事業計画の変更認可。
- 2012年
  - 10月23日 - 業務代行者との訴訟判決。
  - 11月6日 - 業務代行者との訴訟及び控訴。
- 2015年2月27日 - 組合と株式会社新昭和が「木更津市都市計画事業 請西千束台特定土地区画整理事業 一括業務代行委託契約」と「保留地売買基本契約」を締結。
- 2019年
  - 3月23日 - 換地処分実施（新町丁である千束台一丁目及び千束台二丁目の設置と真舟一丁目への編入）
  - 11月25日 - 組合解散式実施。

## 世帯数と人口
2022年4月1日現在の世帯数及び人口の詳細は以下の通りである。
| 町丁字       | 世帯数  | 人口総数 | 人口  | 人口   | 人口     | 人口     | 人口 | 人口  | 世帯人員 | 面積   |
| 町丁字       | 世帯数  | 人口総数 | 若年  | 若年   | 生産年齢 | 生産年齢 | 高齢 | 高齢  | 世帯人員 | 面積   |
| ------------ | ------- | -------- | ----- | ------ | -------- | -------- | ---- | ----- | -------- | ------ |
| 千束台一丁目 | 89世帯  | 295人    | 107人 | 36.27% | 176人    | 59.66%   | 12人 | 4.07% | 3.31人   | 23.4ha |
| 千束台二丁目 | 107世帯 | 300人    | 93人  | 31.00% | 199人    | 66.33%   | 8人  | 2.67% | 2.80人   | 23.4ha |
| 合計         | 196世帯 | 595人    | 200人 | 33.61% | 375人    | 63.03%   | 20人 | 3.36% | 3.04人   | 23.4ha |

## 通学区域
市立小学校・市立中学校及び県立高等学校の通学区域は以下の通りである。
| 町丁字       | 区域 | 小学校               | 中学校                     | 高等学校 |
| ------------ | ---- | -------------------- | -------------------------- | -------- |
| 千束台一丁目 | 全域 | 木更津市立請西小学校 | 木更津市立木更津第二中学校 | 第9学区  |
| 千束台二丁目 | 全域 | 木更津市立請西小学校 | 木更津市立木更津第二中学校 | 第9学区  |

## 施設
- 千束台公園

## 交通

### 鉄道
最寄りはJR東日本の木更津駅である。

### バス
- 日東交通
  - 真舟団地・君津中央病院線
  - 八幡台ニュータウン線

### 道路
国道
- 近くに国道16号が通る。

県道
- 千葉県道269号大鷲木更津線

主な市道
- なし